# Dimeragrion percubitale
Dimeragrion percubitale – gatunek ważki z rodziny Heteragrionidae. Występuje w północnej części Ameryki Południowej; stwierdzony w Wenezueli i Gujanie.